# Silvanus planatus
Silvanus planatus es una especie de coleóptero de la familia Silvanidae. Mide ~3 mm. Habita en el este del Neártico.